# Safia guayaquilata
Safia guayaquilata är en fjärilsart som beskrevs av Paul Dognin 1912. Safia guayaquilata ingår i släktet Safia och familjen nattflyn. Inga underarter finns listade.